# Лиусйоки
Лиусйоки, Руханенйоки, Хоабойоки — река в России, протекает по территории Поросозерского сельского поселения Суоярвского района Республики Карелии. Длина реки — 24 км.

## Общие сведения
Река берёт начало из ламбины без названия на высоте 206,1 м над уровнем моря. В общей сложности имеет восемь малых притоков суммарной длиной 13 км.
В нижнем течении протекает через озеро Рухонен, в которое впадает река Майойсенйоки.
Впадает на высоте выше 179,1 м над уровнем моря в озеро Илинен-Лиусъярви, через которое протекает река Контиойоки.
Населённые пункты на реке отсутствуют.
Код объекта в государственном водном реестре — 01040100112102000014226.